# La Ferté
La Ferté é uma comuna francesa na região administrativa de Borgonha-Franco-Condado, no departamento de Jura. Estende-se por uma área de 11,75 km². Em 2010 a comuna tinha 200 habitantes (densidade: 17 hab./km²).